# Est Potiguar

Étendue de la région de l'est Potiguar.

L'est Potiguar est l'une des 4 mésorégions de l'État du Rio Grande do Norte. Elle regroupe 25 municipalités groupées en 4 microrégions.

## Données
La région compte 1 473 936 habitants pour 6 452 km².

## Microrégions
La mésorégion de l'est Potiguar est subdivisée en 4 microrégions:
- Littoral nord-est
- Littoral sud
- Macaíba
- Natal